# Стенли Бејкер
Сер Вилијам Стенли Бејкер (енгл. William Stanley Baker; 1928–1976) био је велшки глумац и продуцент.

## Биографија
Рођен у Велсу као син рудара. Бејкер је дебитовао на екрану 1943. као тинејџер. Глумио је у многим акционим филмовима 1950-их, углавном у улогама негативаца и криминалаца, укључујући најуспешнији ратни филм свог времена, Топови са Наварона (1961). Напредовао је почетком 1960-их година, радећи као ко-продуцент и глумећи антихероје из радничке класе у филмовима као што је Зулу (1963). Бејкер је проглашен витезом 1976, месец дана пре него што је умро од рака плућа у 49. години.

## Улоге
| Година | Наслов                  | Оригинални наслов | Улога        |
| ------ | ----------------------- | ----------------- | ------------ |
| 1953.  | Витезови округлог стола |                   | Модред       |
| 1955.  | Ричард III              |                   | Хенри Тјудор |
| 1956   | Јелена Тројанска        |                   | Ахилеј       |
| 1956   | Александар Велики       |                   | Атал         |
| 1957   | Паклени возачи          |                   | Том Јејтли   |
| 1961   | Топови са Наварона      |                   | Бучер Браун  |
| 1964   | Зулу                    |                   | Џон Чард     |